# Kominiarska Polanka
Kominiarska Polanka – niewielka polanka w Dolinie Lejowej w polskich Tatrach Zachodnich. Znajduje się w środkowej części żlebu Zabijak, po jego orograficznie prawej stronie, czyli u podnóży Suchego Wierchu. Stanowi własność Wspólnoty Leśnej Uprawnionych Ośmiu Wsi. Dawniej wchodziła w skład Hali Kominy Tylkowe. Po zaprzestaniu wypasu stopniowo zarasta lasem. Nie prowadzi tędy żaden szlak turystyczny, jest jednak ścieżka wykorzystywana czasami przez grotołazów penetrujących jaskinie Kominiarskiego Wierchu, ratowników TOPR czy pracowników parku. 1 sierpnia 1997 ratownicy TOPR poszukujący zaginionej turystki w żlebie Zabijak natknęli się na niedźwiedzia. Ten nie wystraszył się kilkuosobowej grupy ludzi i zmusił ratowników do wycofania się.